# Mirnig
Mirnig je naselje v Občini Svinec v Okraju Šentvid ob Glini na Koroškem v Avstriji.